# Myrmecia varians
Myrmecia varians är en myrart som beskrevs av Mayr 1876. Myrmecia varians ingår i släktet bulldoggsmyror, och familjen myror. Inga underarter finns listade i Catalogue of Life.